# Gajdics Ottó
Gajdics Ottó (Nyírbátor, 1963. október 8. –) magyar újságíró, szerkesztő, műsorvezető.

## Életpályája
Édesapja, id. Gajdics Ottó (1938–2002) mérnök-tanár volt, édesanyja Spanyol Mária (1941–) a hajdúszoboszlói városi tanács népesség-nyilvántartójában dolgozott tisztviselőként. Mindketten osztályidegennek számítottak a Kádár-rendszerben. Édesapja kulák származású volt, ezért az esztergomi ferences gimnázium után először a Mezőtúri Mezőgazdasági Technikumot végezte el, majd a Gödöllői Agrártudományi Egyetemre sikerült bekerülnie nagy nehézségek árán. Édesanyját az '56-os eseményekben való családi érintettség miatt gimnáziumba is nehezen vették föl. Gyermekkorát Gáborjánban, Nagyrábén majd Hajdúszoboszlón töltötte.
Ifj. Gajdics Ottó tanulmányai
- Landler Jenő Szakközépiskola, Debrecen, vasútgépész szak;
- Bessenyei György Tanárképző Főiskola, Nyíregyháza, magyar-könyvtár szak;
- ELTE Szociológiai Intézet, Budapest, posztgraduális média képzés, rádiós szakirány.

Munkahelyei
- 1990–1994: Közgazdasági Szakközépiskola, Kiskunfélegyháza, magyar szakos tanár, könyvtáros;
- 1994–1995: Kiskun Tv, szerkesztő-műsorvezető;
- 1995–1996: Esti Hírlap, rovatvezető-helyettes, lapszerkesztő;
- 1996–1999: Sirius Rádió, Kiskunfélegyháza, szerkesztő-műsorvezető;
- 1999–2000: Napi Magyarország, lapszerkesztő;
- 2000–2004: Magyar Nemzet, lapszerkesztő; Szabad Föld lapszerkesztő;
- 2003: Szeged Tv Kft. ügyvezető igazgató, főszerkesztő;
- 2004–2010: Hír TV, műsorokért felelős vezérigazgató;
- 2010–2015: Lánchíd Rádió, ügyvezető-főszerkesztő;
- 2015: Napi Gazdaság, lapszerkesztő;
- 2016 februárjától: Karc FM, ügyvezető-főszerkesztő.[2]
- 2016 novemberétől 2019 februárjáig: Magyar Idők, főszerkesztő;
- 2019 februárjától: Szabad Föld, főszerkesztő.

## Díjai, elismerései
- 2013 – A Magyar Érdemrend lovagkeresztje[3]
- 2015 – Mikszáth Kálmán-díj
- 2018 – Pesti Srácok-díj[4]
- 2019 – Jótollú magyar újságíró-díj [5]
- 2019 – Honvédelemért II. fokozat [6]
- 2019 – Eötvös József-sajtódíj

## Magánélete
Nős, felesége Gajdicsné Lovász Judit magyar nyelv és irodalom szakos tanár, gyors- és gépírás tanár. Két gyermeke:
- Dávid (1992) filmoperatőr (Hajdu Szabolcs — Ernelláék Farkaséknál, Baranyi Gábor Benő — Bújócska, Zanox-kockázatok és mellékhatások)
- Janka (1998) pszichológus hallgató.

## Műsorai
- Péntek 8
- Péntek 9[7]
- Páholy
- Csörte
- Angard
- Sajtóklub